# Kyseľ (soutěska)
Kyseľ je nejnavštěvovanější a nejcharakterističtější soutěska v Slovenském ráji. První přechod soutěskou se uskutečnil v roce 1907. Soutěska má na svou délku poměrně velký spád. Na svém horním toku je rozdělena na Vyšný, Malý a Velký Kyseľ. Soutěska Kyseľ tvoří společně s Vyšným, Malým a Velkým Kyselom, Sokolí dolinou a částí doliny Bílého potoka národní přírodní rezervaci Kyseľ.

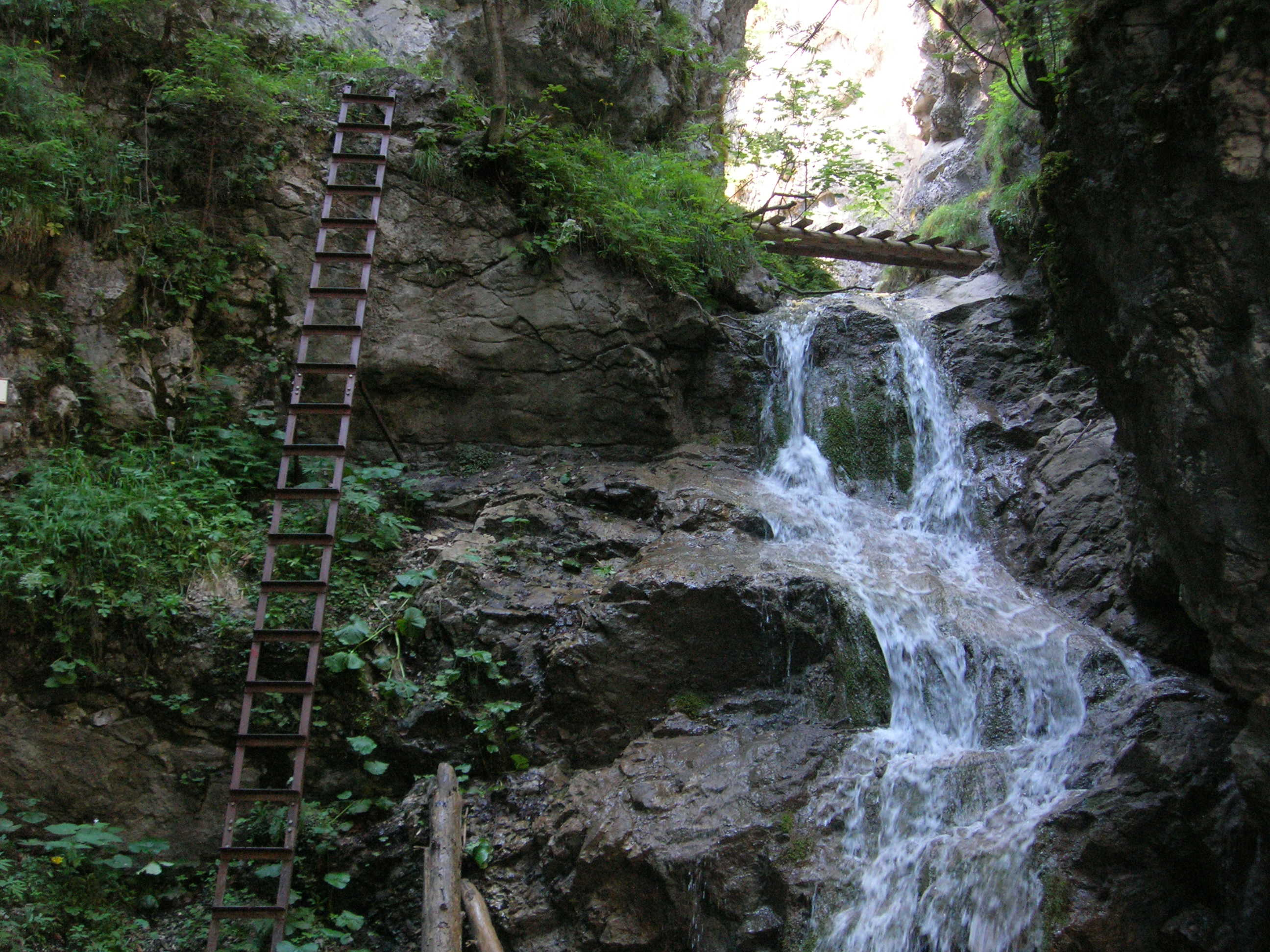
Malý vodopád v roklině Malý Kyseľ

Ve dnech 16. a 17. července 1976 vypukl u ústí soutěsky do Bílého potoka požár. Pro mimořádně nebezpečí padání skal a vyhořelých stromů byl přechod soutěskou zakázán a veřejnosti byla zpřístupněna náhradní trasa.
Po 40 letech od požáru je od 18. 8. 2016 Kyseľ znovu zpřístupněn jako naučný chodník formou zajištěné cesty – ferraty. Trasu je možné využívat v období od 15. června do 31. října, zbytek roku je pro veřejnost uzavřená.

## Seznam vodopádů a skalních útvarů
- Barikáda
- Barikádový vodopád
- Udírna
- Kapličkový vodopád
- Malý vodopád
- Mechový vodopád
- Roklina
- Temnica
- Obrovský vodopád
- Spára
- Karolinyho vodopád
- Pawlasov vodopád
- Bariéra
- Vodopád ochránců přírody